# 일편단심화
《일편단심화》는 《골방환상곡》의 만화가 심윤수(필명: 침묵)가 네이버 웹툰 코너에 2008년 6월 3일부터 2009년 9월 4일까지 연재한 웹툰이다.
특징으로는 각각의 만화가 한 그림체를 고수하지 않으며 여러 가지 그림체가 등장하고, 이야기의 진행 방식도 각 화가 자유롭다.
인생을 살아가는 이야기, 사랑, 사회비판 등 다양한 주제가 등장하며, 주제와 연관 없이 작가의 사소한 생각마저도 그만의 특유의 그림체로 표현되어 따뜻하거나, 차갑거나 하는 인상을 심어주곤 한다.